# Hasee
Das Unternehmen Hasee ist ein chinesischer Hersteller von Computern und nach eigenen Angaben Chinas zweitgrößter Hersteller von Notebooks. Die Gesellschaft hat ihren Sitz in Shenzhen und betreibt dort eine 230.000 m² große Fertigungsanlage. Seit dem Jahr 2005 ist das Unternehmen international in mehr als 110 Ländern tätig.